# Achmednabi Omardibirowitsch Achmednabijew

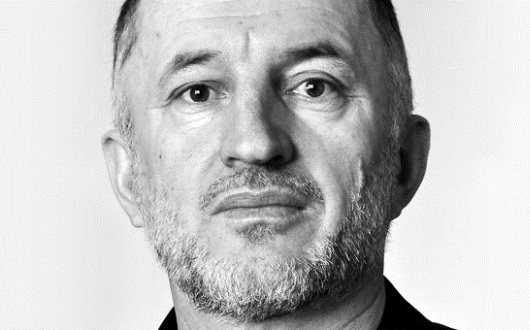
Achmednabi Omardibirowitsch Achmednabijew

Achmednabi Omardibirowitsch Achmednabijew (russisch Ахмеднаби Омардибирович Ахмеднабиев; * 29. Dezember 1958; † 9. Juli 2013 in Semender, Dagestan) war ein russischer Journalist und stellvertretender Chefredakteur der Wochenzeitschrift Nowoje Delo (Новое дело).

## Biographie
Achmednabijew war ethnischer Aware. Neben seiner journalistischen Tätigkeit war er auch als Arzt tätig. Er absolvierte ein Medizinstudium an der Dagestanischen Staatlichen Medizinischen Akademie und spezialisierte sich unter anderem auf Kardiologie.
Achmednabijew ist durch seine Berichte über Menschenrechtsverletzungen in Dagestan bekannt geworden. 2012 wendete er sich wegen Morddrohungen erfolglos an die Polizei. Am 11. Januar 2013 hatten Unbekannte drei Schüsse auf Achmednabijew abgegeben. Er überlebte den Anschlag unverletzt. Ein halbes Jahr später wurde Achmednabi Achmednabijew unweit seines Wohnortes in Semender bei Machatschkala ermordet.
Human Rights Watch sieht eine Parallele zu einem Anschlag vom 15. Dezember 2011: „Der Angriff ähnelt in frappierender Weise der Ermordung von Gadschimurad Kamalow, dem Gründer und Herausgeber der dagestanischen Zeitung Tschernowik, die für ihre redaktionelle Unabhängigkeit und investigative Berichterstattung bekannt war.“